# Саратовська губернія
Саратовська губернія (рос. Саратовская губерния) — адміністративно-територіальна одиниця Російської імперії й РРФСР, що існувала протягом 1797–1928 рр. Центр губернії — місто Саратов.

## Географія
- Саратовська губернія межувала на заході — з Тамбовською й Воронезькою губерніями й Областю Війська Донського, на півночі — з Пензенською й Симбірською губерніями, на сході — із Самарською губернією, на півдні — з Астраханською губернією.
- Площа Саратовської губернії становила 194 122 км² у 1847 р., 84 491 км² — у 1905 р.[1], 91 236 км² — у 1926 р.[2].

## Історія

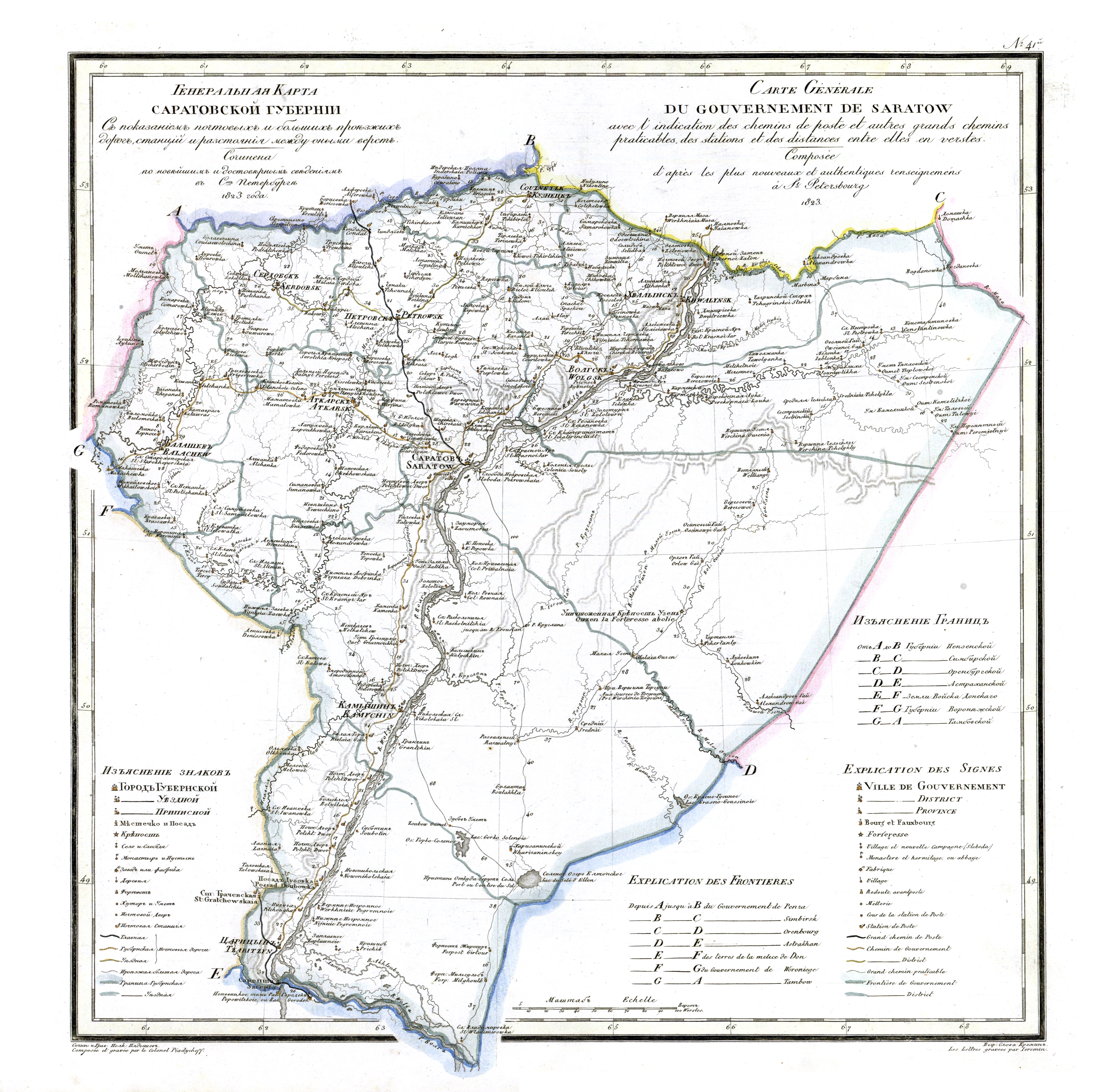
Карта Саратовскої губернії 1821 року

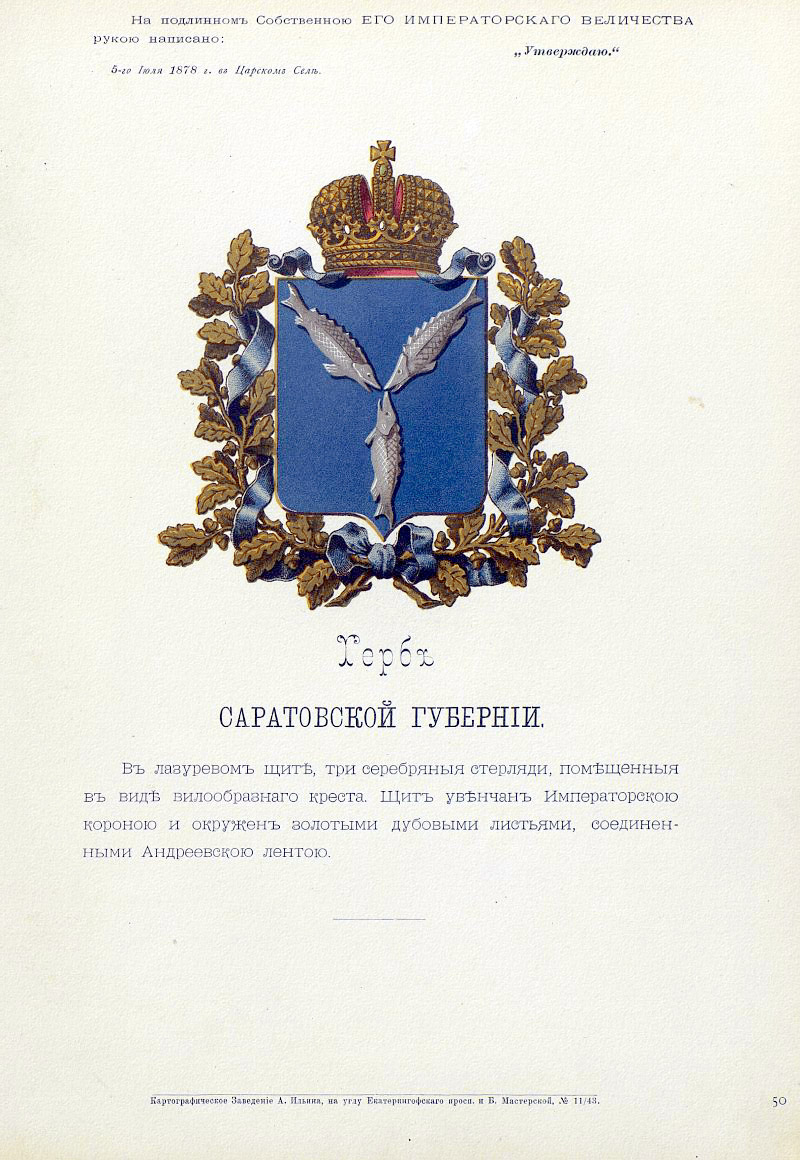
Герб губернії, затверджений Олександром II (1878)

- 11 січня 1780 р. — було видано Указ імператриці Катерини ІІ про заснування Саратовського намісництва з північних повітів Астраханської губернії, 7 листопада того ж року вийшов Указ про відкриття Саратовського намісництва з Саратовської провінції (25 грудня 1769 р. створена Саратовська провінція Астраханської губернії)[3].
- 3 лютого 1781 р. відбулося врочисте відкриття Саратовського намісництва за участю прибулого з Астрахані губернатора генерал-поручика Якобі та єпископа Антонія[4].
- 23 серпня 1781 р. — Указом імператриці були затверджені герби намісницького міста Саратова й повітових міст Саратовського намісництва (Аткарська, Балашова, Вольська, Камишина, Кузнецька, Петровська, Сердобська, Хвалинська й Царицина)[5].
- У 1796 р. з 41 намісництва, утворених Катериною ІІ, її сином були скасовані 8, у тому числі указом імператора Павла I від 12 грудня 1796 р. було скасовано Саратовське намісництво, а його повіти розподілені між Пензенською й Астраханською губерніями[6]. Указом від 5 березня 1797 р. Пензенська губернія була перейменована в Саратовську губернію й губернським містом визначений Саратов[7]. Указом від 11 жовтня 1797 р. із Саратовської губернії були виділені повіти до складу Тамбовської, Ніжегородської й Симбірської губерній[8], із частини, що залишився, Саратовській губернії Указом від 9 вересня 1801 р. була виділена Пензенська губернія[9].
- У 1802 р. Новохоперський повіт відійшов до Воронезької губернії, а Черноярський повіт — до Астраханської губернії.
- У 1835 р. були утворені три нові повіти — Миколаївський, Новоузенський і Царевський. У 1851 р. Царевський повіт був переданий в Астраханську губернію, а Миколаївський і Новоузенський повіти — у новостворену Самарську губернію.
- Указом від 5 липня 1878 р.[10]був затверджений герб Саратовської губернії з описом:

|  | У лазурному щиті, три срібні стерляді, вміщені у вигляді вилоподібного хресту. Щит увінчаний Імперською короною й оточений золотим дубовим листям, з'єднані Андріївською лентою. |

- У 1918 р. частину території губернії було включено до складу новоствореної автономної області німців Поволжя.
- У 1919 р. частина Камишинського (повернута у 1920 р.) і Царицинський повіти передані знову утвореній Царицинській губернії. До складу губернії увійшли із Самарської губернії Миколаївський повіт, ще й частина Новоузенського повіту.
- У 1920 р. за рахунок розукрупнення Новоузенського повіту утворені Дергачевський повіт і Покровський повіти.
- У 1921 р. за рахунок розукрупнення Аткарського повіту утворений Єланський повіт.
- У 1922 р. Покровський повіт був переданий до автономної області німців Поволжя.
- У 1923 р. був скасований Хвалинський повіт, його територія розділена між Вольським і Кузнецьким повітами. Ліквідовані Дергачевський повіт за рахунок укрупнення Новоузенського повіту, і Єланський повіт із приєднанням його до Аткарського повіту.
- 21 травня 1928 р. — Постановою ВЦВК Саратовська губернія була скасована, і її територія включена до Нижньо-Волзької області.

## Адміністративній поділ губернії
З 1851 р. до 1918 р. до складу губернії входило 10 повітів:
| №  | повіти       | повітове місто          | Площа, верст² | Населення (1897), осіб |
| -- | ------------ | ----------------------- | ------------- | ---------------------- |
| 1  | Аткарський   | Аткарськ (7 300 осіб)   | 10 999,8      | 289 813                |
| 2  | Балашовський | Балашов (10 309 осіб)   | 10 440,9      | 311 704                |
| 3  | Вольський    | Вольськ (27 058 осіб)   | 4 939,0       | 184 561                |
| 4  | Камишинський | Камишин (16 264 осіб)   | 10 911,5      | 307 493                |
| 5  | Кузнецький   | Кузнецьк (20 473 осіб)  | 4 627,5       | 178 356                |
| 6  | Петровський  | Петровськ (13 304 осіб) | 6 509,6       | 222 070                |
| 7  | Саратовський | Саратов (137 147 осіб)  | 7 018,2       | 332 860                |
| 8  | Сердобський  | Сердобськ (7 381 осіб)  | 6 477,4       | 224 782                |
| 9  | Хвалинський  | Хвалинськ (15 127 осіб) | 5 525,6       | 192 718                |
| 10 | Царицинський | Царицин (55 186 осіб)   | 6 795,3       | 161 472                |

## Населення губернії
Національний склад даної губернії у 1897 р.:
| Повіт             | росіяни | німці  | українці | мордва | татари | чуваші |
| ----------------- | ------- | ------ | -------- | ------ | ------ | ------ |
| Губернія у цілому | 76,7 %  | 6,9 %  | 6,2 %    | 5,1 %  | 3,9 %  | …      |
| Аткарський        | 81,2 %  | 5,1 %  | 13,4 %   | …      | …      | …      |
| Балашовський      | 86,5 %  | …      | 13,2 %   | …      | …      | …      |
| Вольський         | 94,5 %  | …      | …        | 1,7 %  | 1,7 %  | 1,3 %  |
| Камишинський      | 44,5 %  | 40,3 % | 15,0 %   | …      | …      | …      |
| Кузнецький        | 61,8 %  | …      | …        | 16,0 % | 19,8 % | 2,2 %  |
| Петровський       | 72,4 %  | …      | …        | 20,0 % | 5,6 %  | …      |
| Саратовський      | 86,2 %  | 6,7 %  | 3,0 %    | 2,4 %  | …      | …      |
| Сердобський       | 99,7 %  | …      | …        | …      | …      | …      |
| Хвалинський       | 56,0 %  | …      | …        | 20,3 % | 20,5 % | 3,0 %  |
| Царицинський      | 87,1 %  | 2,2 %  | 7,9 %    | …      | 1,1 %  | …      |

### Керівництво губернії
У різні періоди управління губернією здійснювали посадовці: генерал-губернатори, правителі намісництва, губернатори, віце-губернатори.